# Eruzione dell'Etna del 1669
L'eruzione dell'Etna del 1669, che è considerata la più devastante in epoca storica, ebbe inizio in primavera e si concluse a metà luglio dello stesso anno. Devastò e seppellì decine di centri abitati, giungendo fino al mare in corrispondenza dei quartieri occidentali di Catania.

## Storia dell'evento eruttivo

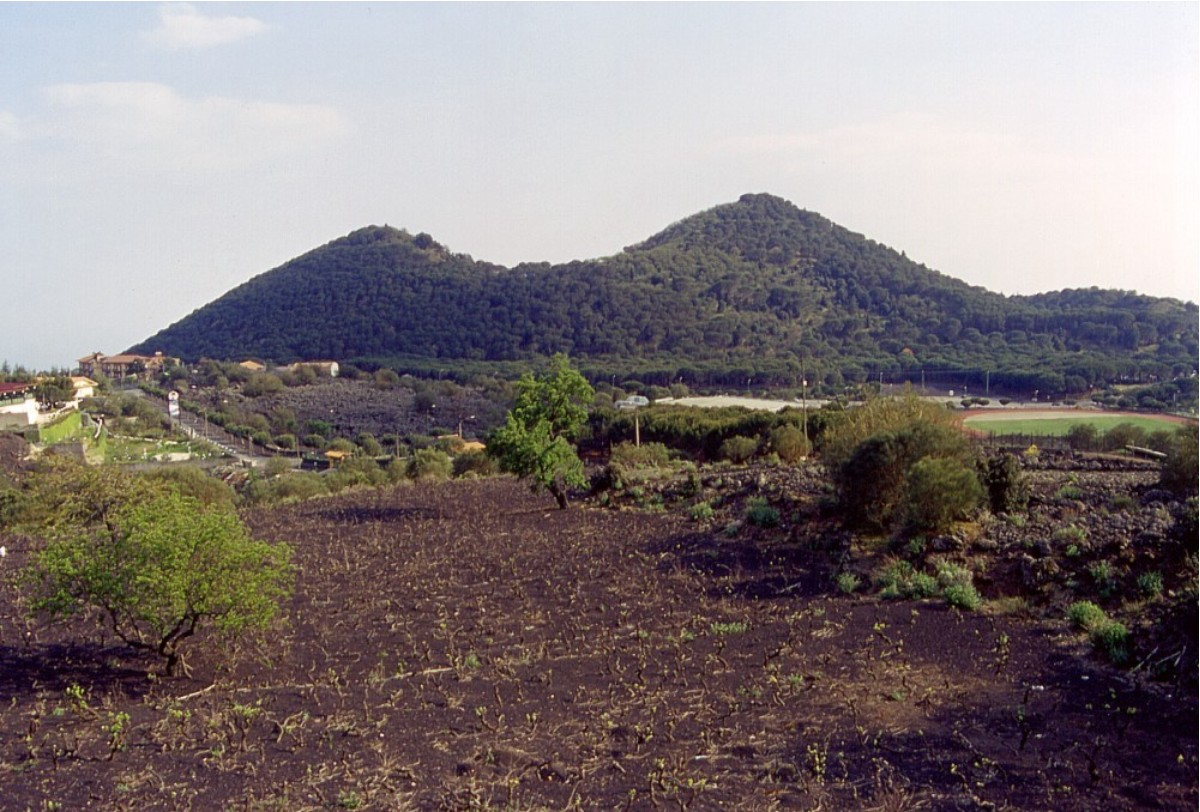
I Monti Rossi oggi

Dopo un relativo periodo di quiete che durava dal 1651, anno in cui la lava aveva distrutto Bronte, tra il 25 febbraio e l'8 marzo del 1669 una serie di violenti terremoti squassò il fianco sud-orientale del vulcano provocando danni e crolli a Nicolosi. I sismi annunciavano l'apertura di una serie di fenditure da cui iniziò a sgorgare la lava. Giovanni Alfonso Borelli, nella sua relazione del 1670 su incarico della Royal Society di Londra, riferisce che l'apertura delle fenditure andava dal piano di Monte San Leo, (1200 m s.l.m.), a Monte Frumento (2800 m s.l.m.); nel breve periodo successivo le bocche di fuoruscita divennero 7 con emissione di piroclasti e violento degassamento. L'11 marzo tra Monte Nocilla e Monte Fusara si aprì una nuova fenditura che in serata emise una serie di colate in varia direzione di cui la più occidentale il 13 marzo seppellì l'abitato di Malpasso (l'odierna Belpasso). Uno dei bracci si diresse verso sud raggiungendo la radice settentrionale del Mon Pileri deviando verso ovest in direzione della località, con case di campagna, detta la Guardia. Entro la giornata del 13 marzo era già stata distrutta Mompileri e raggiunto il territorio di Mascalucia mentre sulla fenditura i piroclasti, anche di grandi dimensioni, avevano costruito l'impalcatura dei coni gemelli detti dagli abitanti Monti della ruina e in seguito chiamati Monti Rossi. 

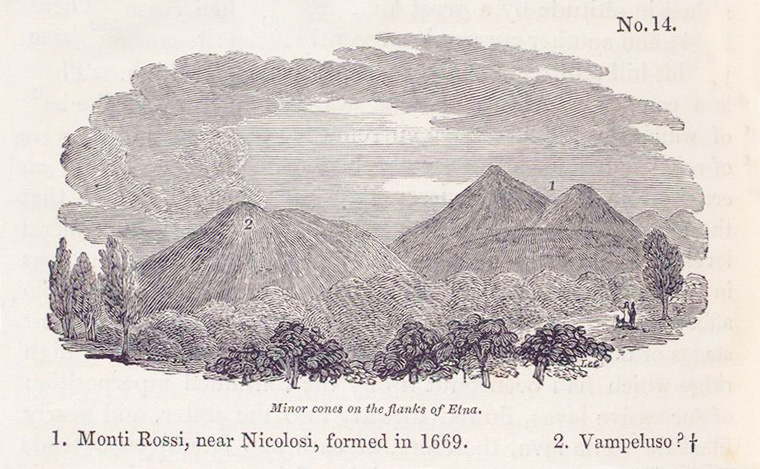
Monti Rossi vicino a Nicolosi e Monpilieri (Vampeluso), 1830-1833

Il 23 marzo il braccio meridionale di lava, della larghezza di 3.2 km aveva raggiunto e distrutto parte di Mascalucia. Contemporaneamente veniva emessa una grandissima quantità di cenere che cadeva su Pedara, Trecastagni ed altre località del versante etneo mentre un forte tremore vulcanico, incessante, faceva vibrare il terreno fino a Catania. Il 25 marzo collassò all'improvviso, con enorme boato, il cratere centrale che fino ad allora era rimasto quiescente e poco dopo lo stesso materiale sprofondato veniva scagliato violentemente in aria. Il fiume di lava diviso nettamente in tre parti continuava l'avanzata; un ramo distruggeva San Pietro Clarenza, l'altro Camporotondo Etneo e il terzo raggiungeva San Giovanni Galermo. Il braccio occidentale dopo San Pietro Clarenza, allargatosi fino a 6.4 km, si divideva in due di cui uno scendeva fino a Valcorrente. L'altro braccio il 29 marzo circondava l'abitato dell'antica Misterbianco che al tempo si trovava nell'attuale sito di Campanarazzu a nord di Lineri e poi lo ricopriva risparmiando soltanto il campanile e un muro della chiesa principale. Il villaggio di Nicolosi nel frattempo veniva praticamente cancellato. La lava era ormai ad alcune miglia dalla città di Catania in una zona coltivata nella quale a detta del Gemmellaro aveva il suo corso il fiume Amenano. La lava presa la direzione della vallata si volse ad oriente scendendo velocemente verso la città. il 1º aprile era giunta a 3.2 km ad ovest nell'area di Nesima Superiore; un fiume di fuoco circondava la città avanzando con un fronte lavico di alcuni km. Vennero raggiunti e seppelliti il Lago di Nicito alle porte della città, un antico acquedotto e tutto ciò che si trovava sul percorso raggiungendo la cinta delle mura di Catania quindi, essendo la pendenza maggiore verso ovest, la lava proseguì raggiungendo alle 2 della notte del 23 aprile il litorale marino dopo aver circondato il Castello Ursino, minacciando da sud di entrare attraverso la Porta dei 32 canali all'altezza dell'attuale pescheria. Dopo aver percorso circa un chilometro e mezzo nel mare, l'11 luglio il fronte lavico si arrestò definitivamente.

## Modificazioni dell'ambiente
In seguito all'eruzione del 1669 la morfologia di tutta l'area sud del vulcano subì trasformazioni in alcuni casi anche elevate; alla quota di circa 1000 m s.l.m. si formarono i due caratteristici coni gemelli detti Monti Rossi. Tra essi e il Monte della Nocilla 15 conetti disposti lungo l'asse nord-sud ed altri 6 coni avventizi nei pressi di quest'ultimo. Nei pressi del Monte Fusaro rimane a tutt'oggi la fenditura di scorrimento detta Fossa della Palomba. Molte delle vallate furono colmate dai prodotti piroclastici ed altre come il Piano Tavola, su cui oggi sorge il centro abitato omonimo, trasformate in vasti pianori. Fu parzialmente seppellito il fiume Amenano che, essendo un fiume perenne, scavò un nuovo letto nel sottosuolo; scomparvero anche i 32 rivoli in cui si divideva alla foce. Il Castello Ursino di Catania, che era stato costruito in prossimità del mare, ed era congiunto alla piazza d'arme da un ponte levatoio, venne circondato dalla lava, perdette il fossato cinquecentesco e si trovò allontanato dalla costa da oltre un chilometro di lava. Venne modificata profondamente la linea di costa a sud della città di Catania in seguito all'accumulo di arenile a ridosso del nuovo contrafforte lavico. Persero del tutto la prospettiva in elevazione le mura cittadine per tutto l'arco da nord ad ovest e fino alla parte sud, la lava coprì infatti i Bastioni di San Giorgio e di Santa Croce. Scomparvero anche molte tracce degli insediamenti di tutte le epoche precedenti, come i cosiddetti Circo Massimo e la Naumachia, strutture di presunta origine romana ricordate dal Bolano, primo autore moderno che li descrisse vedendoli.

## Modifica della localizzazione di centri abitati
- Malpasso: l'antico insediamento venne interamente ricoperto e distrutto, gli abitanti si trasferirono temporaneamente nei pressi di Valcorrente costituendo l'effimero villaggio di Fenicia Moncada e poi in seguito ricostruirono l'attuale Belpasso in sito prossimo a quello antico in buona parte sulla stessa colata solidificata. Alcune frazioni più ad est non risorsero più[16].
- Misterbianco: Campanarazzu, l'antico centro abitato, venne interamente avvolto e poi ricoperto dalle lave che risparmiarono soltanto una piccola parte della chiesa di Madonna degli Ammalati e il campanile della chiesa madre. Parte della popolazione ottenne il permesso di ricostruire il nuovo Misterbianco nel luogo attuale più a sud-ovest del precedente e a quota più bassa, altra parte si trasferì nel piano del Borgo di Catania dove si insediò definitivamente.[17]

## Tentativi di difesa dalle colate
Nel corso dell'eruzione del 1669 venne effettuato un tentativo di deviazione della colata lavica che minacciava Malpasso, il primo rudimentale tentativo documentato. Un gruppo di persone guidate dal sacerdote don Diego Pappalardo e da Saverio Musumeci, coperte di pelli a protezione dal forte calore, con pale, picconi e scalzatori, aprì una breccia nel canale lavico per far defluire in parte la lava verso ovest. Il tentativo tuttavia venne bloccato dagli abitanti di Paternò che temettero di essere minacciati dalla eventuale nuova direzione del flusso.